# Ivan Tomečak
Ivan Tomečak (Zagreb, República Socialista de Croacia, República Federal Socialista de Yugoslavia, 7 de diciembre de 1989) es un futbolista croata. Juega de centrocampista y milita en el N. K. Rudeš de la Primera Liga de Croacia.

## Selección nacional
Ha sido internacional con la selección de fútbol de Croacia en una ocasión. También lo ha sido en categorías inferiores, ha jugado 20 partidos internacionales y no ha anotado goles por dicho seleccionado.

## Clubes
| Club                      | País           | Año       |
| ------------------------- | -------------- | --------- |
| G. N. K. Dinamo Zagreb    | Croacia        | 2007-2013 |
| N. K. Lokomotiva (cedido) | Croacia        | 2007-2008 |
| H. N. K. Rijeka           | Croacia        | 2013-2015 |
| Dnipro Dnipropetrovsk     | Ucrania        | 2015-2016 |
| Al-Nassr                  | Arabia Saudita | 2016-2017 |
| R. K. V. Malinas          | Bélgica        | 2017-2018 |
| Club Brujas               | Bélgica        | 2018-2019 |
| H. N. K. Rijeka           | Croacia        | 2019-2022 |
| Pafos F. C.               | Chipre         | 2022      |
| N. K. Lokomotiva          | Croacia        | 2022-2023 |
| H. N. K. Gorica           | Croacia        | 2023      |
| N. K. Rudeš               | Croacia        | 2023-     |

## Palmarés

### Títulos nacionales
| Título               | Club                   | País    | Año  |
| -------------------- | ---------------------- | ------- | ---- |
| Prva HNL             | G. N. K. Dinamo Zagreb | Croacia | 2009 |
| Copa de Croacia      | G. N. K. Dinamo Zagreb | Croacia | 2009 |
| Prva HNL             | G. N. K. Dinamo Zagreb | Croacia | 2010 |
| Supercopa de Croacia | G. N. K. Dinamo Zagreb | Croacia | 2010 |
| Prva HNL             | G. N. K. Dinamo Zagreb | Croacia | 2011 |
| Copa de Croacia      | G. N. K. Dinamo Zagreb | Croacia | 2011 |
| Prva HNL             | G. N. K. Dinamo Zagreb | Croacia | 2012 |
| Copa de Croacia      | G. N. K. Dinamo Zagreb | Croacia | 2012 |
| Prva HNL             | G. N. K. Dinamo Zagreb | Croacia | 2013 |
| Copa de Croacia      | H. N. K. Rijeka        | Croacia | 2014 |
| Supercopa de Croacia | H. N. K. Rijeka        | Croacia | 2014 |
| Pro League           | Club Brujas            | Bélgica | 2018 |
| Supercopa de Bélgica | Club Brujas            | Bélgica | 2018 |
| Copa de Croacia      | H. N. K. Rijeka        | Croacia | 2019 |
| Copa de Croacia      | H. N. K. Rijeka        | Croacia | 2020 |